# Peñaflor (Chile)
Peñaflor – miasto w Chile, położone w środkowej części Regionu Metropolitalnego Santiago.
W mieście rozwinął się przemysł spożywczy, skórzany oraz drzewny.

## Demografia
Źródło.

## Atrakcje turystyczne
- Parque Acuatico Acuapark El Idilio - Park Wodny[2]
- Centro de Primates Peñaflor - Muzeum[3]